# Da Svendsen holdt Systue
Da Svendsen holdt Systue è un cortometraggio muto del 1910. Il nome del regista non viene riportato nei credit del film.

## Produzione
Il film fu prodotto dalla Nordisk Film Kompagni.

## Distribuzione
In Danimarca, venne distribuito in sala nel 1910.